# Milligania densiflora
Milligania densiflora là một loài thực vật có hoa trong họ Asteliaceae. Loài này được Hook.f. mô tả khoa học đầu tiên năm 1853.